# Maya-Biosphärenreservat

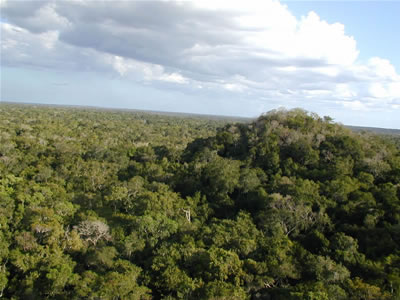
El Mirador in der Reserva de la Biosfera Maya

Das Maya-Biosphärenreservat (sp. Reserva de la Biósfera Maya) ist das größte Naturschutzgebiet in Guatemala. Es umfasst den tropischen Norden des Departamentos Petén und erstreckt sich auf einer Fläche von 21.602 km². Das Reservat wurde 1990 gegründet und untersteht dem „Nationalen Rat für Naturschutzgebiete“ (Consejo Nacional de Areas Protegidas, CONAP). Benannt ist es nach dem mesoamerikanischen Volk der Maya, das im nördlichen Petén seine historischen Wurzeln hat.

## Zonen
Das Biosphärenreservat liegt auf dem Gebiet der Municipios (von West nach Ost) La Libertad, San Andrés, San José, Flores und Melchor de Mencos. Im Westen und Norden grenzt es an Mexiko, im Osten an Belize. Im nördlich angrenzenden Bundesstaat Campeche setzt sich das Naturschutzgebiet im mexikanischen Biosphärenreservat Calakmul fort, im Nordwesten geht es in die kleinere Rio Bravo Conservation Area im Orange Walk District von Belize über.
Die Biosfera Maya ist in verschiedene Zonen untergliedert. Die Kernzone besteht aus vier Nationalparks (Laguna del Tigre, Sierra del Lacandón, Mirador-Río Azul, Tikal) und vier geschützten Biotopen (El Zotz, Naachtún-Dos Lagunas, Cerro Cahuí, Laguna del Tigre-Río Escondido). In dieser 7.670 km² großen Zone, die über ein Drittel der Gesamtfläche des Reservats umfasst, werden keine menschlichen Ansiedlungen erlaubt. Auch die Ausbeutung von Rohstoffen ist untersagt.
In der so genannten Mehrzweckzone (8.484,40 km², 40 %) und in den Pufferzonen (4.975 km², 24 %), welche im Süden des Reservates liegen, ist nachhaltige Forstwirtschaft erlaubt. Die Regierung Guatemalas hat örtlichen Gemeinschaften zu diesem Zweck entsprechende Konzessionen erteilt. 2008 stellte die Regierung einen Plan für einen sanften Tourismus in der Region vor. Es gibt hier zahlreiche Maya-Ruinen zu besichtigen, darunter die berühmten Zentren Tikal, Uaxactún und Yaxha.
Im Bereich des Maya-Biosphärenreservates erlaubt die Regierung Guatemalas unter bestimmten Voraussetzungen die Förderung von Erdöl, was eine erhebliche Gefährdung von Flora und Fauna bedeutet.